# Zbigniew Spruch
Zbigniew Spruch (født 13. december 1965 i Kożuchów) er en tidligere polsk professionel landevejscykelrytter.